# Roman Týc
Roman Týc, narozený jako David Brudňák (* 2. září 1974 Chanov / Praha), je český umělec, který je známý především svým diverzním přístupem, s nímž prezentuje svoji tvorbu ve veřejném prostoru. Je spoluzakladatelem umělecké skupiny Ztohoven a vizuální skupiny PureA. Podílel se na vzniku centra alternativní kultury „ateliéry Trafačka“ či alternativního prostoru Paralelní polis. V rámci uměleckého projektu Občan K. skupiny Ztohoven vystupoval také pod jménem David Hons. Používá občanské jméno Aleš Gute.

## Vývoj
Roman Týc vystudoval grafiku na střední škole uměleckého designu.
Svoji tvorbu zahájil ve veřejném prostoru formou graffiti (Root) v letech 1992–1995. Od roku 1997 se věnuje tehdy novému fenoménu VJingu jako VJ Kinokio. O rok později spoluzaložil vizuální skupinu LOOX, ze které později vzešel projekt PureA.
První graffiti tag napsal spontánně v roce 1992. Patří do generace „writerů“, jako jsou například Scarf, Sifon, Rich atd.[zdroj⁠?!]

### VJing
Od roku 1997 se věnuje VJingu. Svůj styl živé videoperformance nazval Týc PureA. Pro svou videoperformanci používá malbu, kresbu, ale i tištěné materiály, které snímá pomocí kamer, jejichž signál v reálném čase zpracovává mixážním pultem. Vzniká tak videokoláž, kterou autor reaguje na momentální podněty.

## Mediálně sledované kauzy
Je přesvědčen, že veřejný prostor neexistuje, a proto sobě vlastním, invazivním způsobem vniká tam, kde mu příležitost umožní prezentovat své myšlenky a postoje, čímž se automaticky dostává do konfliktu se zákonem.[zdroj⁠?!]

### Povodeň
Poprvé na sebe výrazně upozornil při povodních v roce 2002, když na kusu dřeva proplouval Prahou. Nakonec byl přinucen záchranářem opustil své plavidlo za Karlovým mostem. Tento svůj zážitek zpracoval v krátkém poetickém filmu Já řeka. V tomto období vytvořil i několik dalších krátkých filmů a videoinstalací.

### Cap Cop Cup
Další mediálně sledovanou kauzou byla „hra“ Seber policajtovi čepici (Cap Cop Cup). Vytvořil v ní jakási pravidla pro hru, jejímž cílem bylo vzít policistům co největší množství čepic. Pravidla a videozáznamy „hraní“ této „hry“ zveřejnil na internetu. Později uvedl, že byl přisponzorován firmou Nike, za což sklidil kritiku aktivistických umělců.[zdroj?]

### CowParade
V rámci akce CowParade byla od května do září 2004 na náměstí Kinských umístěna jeho sklolaminátová kráva „Romeo 23“ v khaki barvě s rudou pěticípou hvězdou a číslem 23, napodobující označení bývalého památníku s tankem číslo 23, který v roce 1991 přetřel narůžovo David Černý. Byla kritizována jako neuctivá k památce padlých osvoboditelů Československa. Dne 8. června, den před plánovaným happeningem, kdy měla být přemalována narůžovo, dvojice studentů a absolvent FA ČVUT na protest vysekala lešenářskou trubkou z jejího pravého boku hvězdu a většinu čísla. Později na ni vylepili své vysvětlující prohlášení a oslovili dopisem také prezidenta Klause, který jim v odpovědi vyjádřil pochopení. Na dobročinné dražbě po skončení projektu krávu koupili poslanci Jan Mládek (ČSSD) a Jiří Dolejš (KSČM), díky čemuž pořádající agentura stáhla svůj požadavek na náhradu škody.

### Semafory

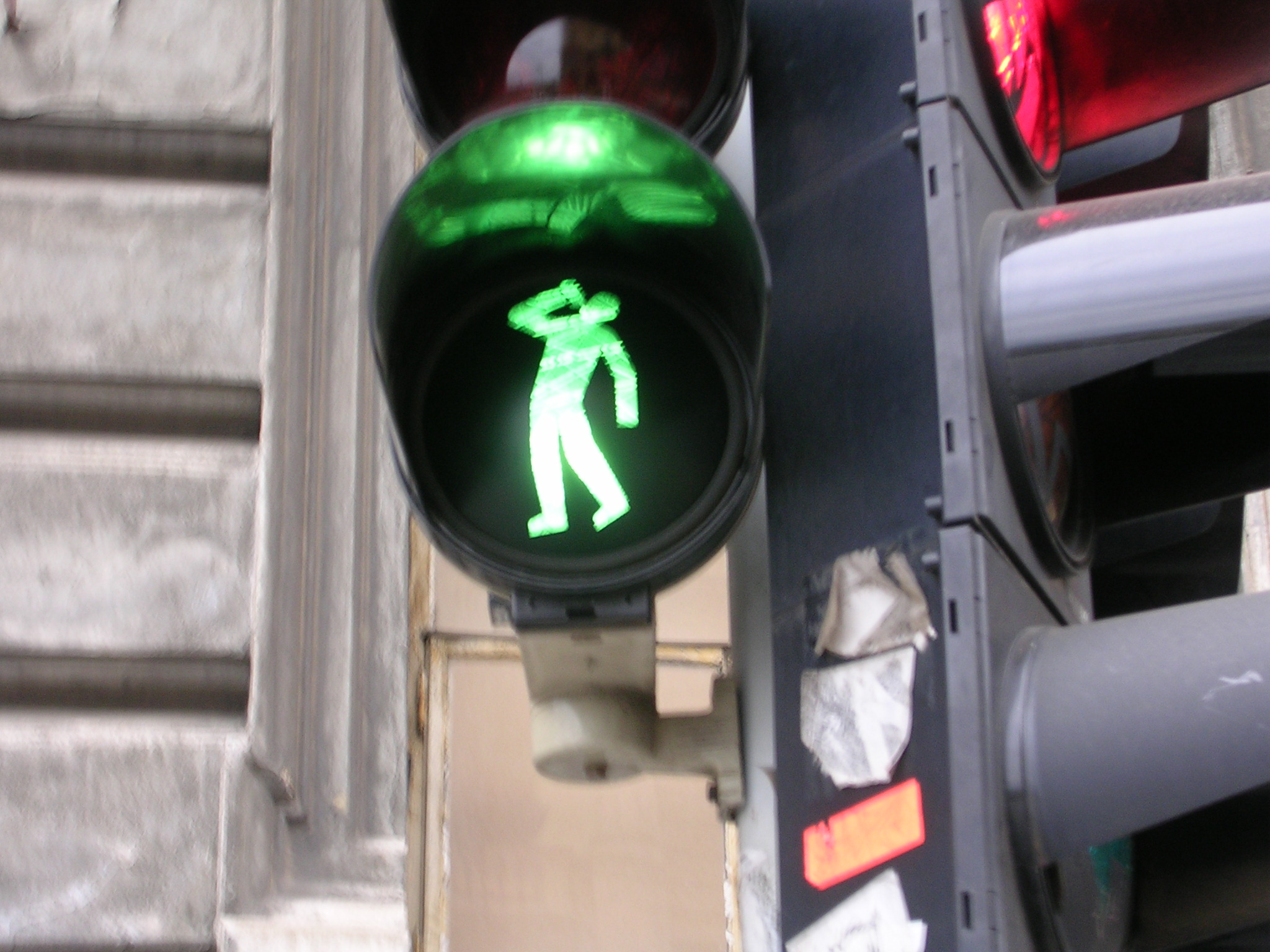
8. dubna 2007 Roman Týc nahradil asi pět desítek sklíček signalizace pro chodce na několika křižovatkách v Praze nestandardními postavičkami (foto z 10. dubna)

V padesáti semaforech pro chodce v Praze pozměnil 8. dubna 2007 existující siluety panáčků za siluety připodobňující lidi v nečekaných situacích. Chodci mohli vidět namísto stojících panáčků například panáčka čůrajícího, kálejícího, pijícího z láhve, ležícího, sedícího, se psem, s pistolí u hlavy, oběšeného, o berlích bez nohy, i maminku s dítětem.
Tato kauza byla vyšetřována po kauze „atomového výbuchu ve vysílání České televize“. K soudu byl předvolán David Brudňák, člen skupiny Ztohoven, který zde byl obviněn v kauze „semafory“ z poškozování cizí věci. David Brudňák soudu sdělil: „Moje vazba na Romana Týce je silná. Ale ne tak, aby docházelo k záměně osob, protože naše fyziognomie je zcela odlišná.“ a dále využil práva nevypovídat. Soud (soudce Tomáš Hájek) přikázal Davidu Brudňákovi uhradit částku 142 000 Kč (z toho 82 000 Kč náhrada škody a 60 000 Kč peněžitý trest) nebo alternativní trest, měsíc odnětí svobody. Tentýž večer v pořadu ČT24 David Brudňák řekl, že vězení je pro něj přijatelnější trest než neúměrně vysoký finanční postih. Údajně byl obžalován též z poškozování a ohrožování provozu obecně prospěšného zařízení, za což však odsouzen nebyl. Začátkem prosince 2011 Obvodní soud pro Prahu 7 konstatoval, že David Hons nezaplatil a odmítá zaplatit peněžitý trest 60 000 Kč uložený mu před třemi lety (což Hons též potvrdil v otevřeném dopise, který soudkyni zaslal před začátkem líčení) a proto podléhá měsíčnímu trestu odnětí svobody. Obhájce prohlásil, že proti usnesení podá stížnost. Předchozí rozsudek označil obhájce za nepřiměřený povaze obvinění a formalistický, neberoucí ohled na to, jak byl čin vnímán společností (soudkyně připustila, že veřejnost uměleckou stránku Honsova činu vnímá pozitivně). David Hons ve svém otevřeném dopise, který podepsal jako „občas Roman Týc“, prohlásil, že svůj čin nevnímá jako trestný čin ani jako přestupek. Dne 24. února 2012 nastoupil Roman Týc k výkonu trestu.
Za úpravu semaforů získal na festivalu Cidewalk cinema ve Vídni v září 2007 první cenu.

### Není co slavit
Ironicky poupravil pomník 17. listopadu 1989 na pražské Národní třídě. Lišta, na které jsou umístěné ruce se symbolem vítězné „viktorky“ se z obou stran protáhla. Nalevo k 17. 11. 1989 přibyl týž den roku 1939 a napravo od původní plastiky 17. 11. 2009, kdy se slavilo dvacáté výročí událostí sametové revoluce. Také prstová symbolika se zmnožila. Nad rokem 1939 ruce ukazují pozdrav heil, nad rokem 2009 ukazují prostředníčky.

## Samostatné výstavy

### Grave Robber (2011)
V roce 2009 začal Roman Týc spolupracovat se soukromou pražskou galerií Dvorak Sec Contemporary (DSC Gallery), kde v následujících letech uspořádal celkem tři samostatné výstavy. Galerii nejprve zaujalo Týcovo dílo ve veřejném prostoru s názvem Není co slavit, kdy u příležitosti dvacátého výročí událostí listopadu 1989 upravil Pamětní desku 17. listopadu na Národní třídě.        
Samostatná výstava s názvem Grave Robber proběhla v roce 2011 a ještě v předvečer vernisáže nebylo jasné, zda se skutečně otevře veřejnosti. Týc v rámci této výstavy odprezentoval sérii 28 portrétů z lidského popela. O této skutečnosti ovšem umělec až do poslední chvíle záměrně mlčel. Jednalo se o přebytečný popel z krematoria, který se nevešel do unifikovaného rozměru urny, a tudíž skončil na skládce.                                                                                                         
Hlavním námětem výstavy byla diskuse o nezdravém a odcizeném vztahu současné společnosti ke smrti, která se pro ni stává už jen úřední formalitou: „Tento projekt byl o vztahu k zesnulým, o funerálních stereotypech, o přežitých rituálech, o pokrytectví, strachu z pravdy a zvrácených hodnotách," komentoval Týc v rozhovoru pro Lidové noviny.
Jedním z vystavených exponátů byl i objekt s názvem Neplatiči, sestavený z úlomků náhrobních kamenů těch, jímž úřady zrušily hroby a zdemolovaly náhrobky, neboť nikdo z rodinných pozůstalých neprodloužil nájem.                                                                                                     
Expozice s námětem smrti byla ale taktéž umělcovou osobní zpovědí o vztahu k jeho matce. Instalaci doplňoval text: „Když Vám v šesti letech zemře matka, vy ji vnímáte jako dvou kilovou plechovou urnu, a zbytek života její podobu znáte jen z fotografie, tak jako dítě věříte, že existuje způsob, jak ji z té plechovky osvobodíte…a nejen ji.“

### …jen blbni, zkazíš to všem! (2014)
Druhá samostatná výstava Romana Týce s názvem …jen blbni, zkazíš to všem! se konala v roce 2014. Prvotní myšlenka na další komplexní prezentaci tvorby napadla Týce ve věznici, kde si odpykával měsíční trest odnětí svobody za odmítnutí uhrazení peněžitého trestu.Díla prezentovaná na výstavě vycházela z emotivních prožitků Týcova dětství a dospívání, které byly do jisté míry determinovány vztahem k jeho sestře a despotickému otci. Hlavním tématem výstavy byl přirozený vzdor ve vztahu k formálním autoritám a s tím spojené omezování svobody. Diverzní boj proti autoritám, státnímu dohledu či okrajování svobod je ostatně typický nejen pro většinu Týcových děl, ale i projekty skupiny Ztohoven.
Tento přirozený vzdor, který autor pociťoval již v dětství, přetavil do několika tematicky samostatných instalací; vstupní výstavní prostor byl např. uzpůsoben plně funkční autodromové dráze, kterou si mohli návštěvníci v prostorách galerie volně vyzkoušet. Zastoupena zde byla i série obrazů vytvořených z pletiv vycházející z prvních zkušeností s vytvářením mezilidských vztahů a vzorců chování; Týc do pletiv vymodeloval otvory – siluety postav, které měly připomínat např. vztah otce a syna, přítomnost smrti nebo osobnost jeho sestry. Zajímavostí je, že pletivo užité k tvorbě těchto děl, autor odcizil ze staveniště tunelu Blanka.
Expozici dále doplňovala kolekce multimediálních objektů připomínající stěny pokojů panelového domu. Součástí těchto stěn byly dveře do jednotlivých pokojů, skrze jejichž skleněné průzory si mohl divák jako tichým pozorovatelem domýšlet, co se za nimi asi odehrává.[zdroj?]

### Im Boden (2017)
Třetí výstava se konala v roce 2017 a uzavírala pomyslnou trilogii výstav, kde se autor dotýká citlivých životních témat a mnohdy velmi komplikovaných vztahů ke své rodině.
Jejím hlavním námětem se stal životní příběh Týcova dědečka. Poté, co se Týc dozvěděl, že jeho dědeček byl členem revolučních gard v Jalůvčí na Děčínsku, se do tohoto kraje začal navracet. Na bílou desku zde nainstaloval 6 revolverů a pod ně dětským rukopisem napsal: „...a tvůj děda na zahradě zahrabal co?“ Jednalo se o dílo, které Týc poprvé představil v roce 2013 v rámci projektu Ukradená galerie v Českém Krumlově. Po této performanci pak s místními obyvateli a hledači kovu začal pátrat po minulosti zdejšího kraje, která se před námi „uzavřela v zemi“ – od toho i název výstavy Im Boden.
Právě největší exponát s názvem Im Boden reprezentovala hluboká jáma v přízemí galerie s horou zeminy kolem. Hlína užitá v exponátech pocházela z míst neoficiálních masových hrobů, jejíž součástí byly de facto makromolekuly zetlelých těl padlých, ale i úlomky historických předmětů, které Týc hledal a posléze použil k tvorbě některých děl.
Součástí expozice byla i série obrazů s názvem Jepice. Těla jepic byla vytvořena z okřídlených kulek, jež Týc našel v místech popraviště v pražských Kobylisích. Pravděpodobnost, že některá z oněch kulek zabíjela, se blíží jistotě.
Díla Hlavy a Zrůdy byla vytvořena z vysušených vepřových žaludků – surového zvířecího materiálu, který Týce nejvíce fascinoval: „...dokonce jsem jim dal identifikační známky vykopané ze země. Začal jsem jim zjednodušeně říkat zrůdy. Je v nich symbolika nažranýho žaludku, protože obě strany toho sporu se přece chtěly navzájem vyžrat," popisoval Týc. Identifikační známky, kterými byla jednotlivá díla z této série označena, nesla symbol nažraných žaludků. „Výstavou nechci nikoho obviňovat ani hájit. Výstava je pouze soubor objektů, odkazujících více k atmosféře než k činům, i když materiál použitý, býval mnohdy přímým účastníkem řetězu bezpráví, odplaty, křivd a neštěstí, jejichž důsledky si jako společnost neseme v sobě dodnes,“ komentoval téma výstavy Roman Týc.

## Výběr z tvorby
Ztohoven
- „Otazník nad hradem“ (2003)
- „Znásilněný podvědomí“ (2003)
- „Mediální realita“ (2007)
- „Občan K.“ (2010)
- „Non multi sed multa“ (2011)
- „Morální reforma“ (2012)
- "Paralelní Polis" (2014)
- "Rudé trenky" (2015)
- "Decentralizace moci" (2016)
- "Jen počkej Zajíci" (2019)
- "Exit the Game" (2021)

### Realizace ve veřejném prostoru
- „Ohnívání“ (2003)[55]
- „Holokunst“ (2005)
- „Eskalátor“ (2006)
- „Semafory“ (2007)
- „Křížová cesta“ (2008)
- „Pomníčky“ (2008)
- „Není co slavit“ (2009)

### Video Art
- „Stars“ (2001)
- „Já řeka“ (2002)
- „Barvy“ (2002)
- „Balet“ (2003)
- „Paralely“ (2003)
- „Dveře z mého dětského pokoje“ (2004)
- „Babička R.I.P.“ (2009)

### Jiné
- „Prázdniny s Kenem“ (2004)
- „Heavy sugar“ (2007)
- „HAŠ“ (2016) – Projekt HAŠ ([heš], původně hash) z roku 2016 je výsledkem Týcových úvah o tom, jak je dnes v umění vnímána unikátnost; jedná se o soubor patnácti grafik reprodukovaných drawbotem. Na počátku projektu stála myšlenka Martina Leskovjana (člena skupiny Ztohoven) o tom, jak může být decentralizovaná technologie blockchain využita pro potvrzení autorství bez třetí strany. Na tuto myšlenku navázal Karel Kyjovský, spoluzakladatel společnosti General Bytes, a vyvinul mobilní aplikaci, která ke každému dílu vygeneruje unikátní kryptografický kód a zapíše jej na blockchain. Z tohoto zápisu je pak možné vyčíst autora, zastupující galerii, datum vzniku a zápisu díla, údaje o přeprodejích apod. Týc je tak jedním z prvních českých umělců, kterému se podařilo propojit kryptoměny a blockchain s umění. V roce 2016, tedy rok před tím, než se objevily CryptoKitties – první výraznější projekt, který přišel s dnes už na trhu současného umění dobře známým principem NFT – vytvořil sérii grafik zapsanou na blockchain.[56] Další čtyři datové grafiky vznikly v roce 2019 a byly vystaveny v Literární kavárně na Právnické fakultě Univerzity Karlovy. K tématu byla uspořádána i přednáška s názvem Blockchain & Autorské právo, kde byl proces celé této digitální certifikace děl také poprvé představen.

### Publikace
- „Vystřel vocaď“ (2020) ISBN 978-80-270-8207-0

## Ocenění
- 1. sidewalkCINEMA 2007 – „Semafory“
- První cena NG 333 – „Mediální realita“ (Ztohoven)